# Abel Posse
Abel Posse (7. ledna 1934, Córdoba, Argentina – 14. dubna 2023) byl argentinský spisovatel a diplomat. Se svou ženou žil střídavě v mnoha zemích světa. V letech 1990–1996 byl velvyslancem v Československu, resp. v České republice a na Slovensku.
Nejznámějším Posseho dílem je román Psi z ráje (Los perros del paraíso), za níž obdržel cenu Premio Rómulo Gallegos a který byl přeložen již do 13 jazyků (česky Odeon, Praha, 1993). Tento postmoderní román o čtyřech dílech popisuje „alternativní historii“ objevení amerického kontinentu a vzniku novověku. Vystupuje zde Kryštof Kolumbus, Ferdinand II. Aragonský, Isabela Kastilská, Aztékové a Inkové, ale také několik postav (či jejich karikatur) z pozdějších období dějin. „Psi z ráje“ – neškodní holí psíci – zde symbolicky stojí v protikladu k zuřivým ovčákům conquistadorů. Román tak nepřímo poukazuje na genocidu původního amerického obyvatelstva.

## Dílo
- Los bogavantes (1970),
- La boca del tigre (1971),
- Daimón (1978),
- Momento de morir (1979),
- Los perros del paraíso (1983, Psi z ráje),
- Los demonios ocultos (1987),
- La reina del Plata (1988),
- El viajero de Agartha (1989),
- Biblioteca esencial (1991),
- El largo atardecer del caminante (1992),
- La pasión según Eva (1994), česky jako Evita: příběh vášně a utrpení Evy Perónové,
- Los cuadernos de Praga (1998),
- Argentina, el gran viraje (2000),
- El inquietante día de la vida (2001),
- El eclipse argentino. De la enfermedad colectiva al renacimiento (2003),
- En letra grande (2005),
- La santa locura de los argentinos (2006),
- Cuando muere el hijo. Una crónica real (2009).

## Česká vydání
- Psi z ráje, Odeon, Praha 1993, přeložila Blanka Stárková,
- Evita: příběh vášně a utrpení Evy Perónové, Nakladatelství Lidové noviny, Praha 1996, přeložila Blanka Stárková,
- Che Guevarův pražský příběh, Garamond, Praha 2012, přeložila Blanka Stárková